# O. J. Howard
O'Terrius Jabari „O. J.“ Howard (geboren am 19. November 1994 in Prattville, Alabama) ist ein ehemaliger US-amerikanischer American-Football-Spieler auf der Position des Tight Ends. Er spielte College Football für die University of Alabama und gewann mit der Alabama Crimson Tide in der Saison 2015 das College Football Playoff National Championship Game. Howard wurde in der ersten Runde des NFL Draft 2017 von den Tampa Bay Buccaneers ausgewählt. Mit diesen gewann er Super Bowl LV. Zuletzt stand er bei den Las Vegas Raiders unter Vertrag.

## College
Howard wuchs in Prattville, Alabama, auf und besuchte dort die Highschool, die Autauga Academy. Er galt als bester Tight End seines Highschooljahrgangs und ging ab 2013 auf die University of Alabama, um College Football für die Alabama Crimson Tide zu spielen. Da Tight Ends in der Offensive der Crimson Tide unter Nick Saban nur wenig im Passspiel eingesetzt wurden, blieb Howard meist relativ unauffällig. Allerdings spielte er 2015 und 2016 jeweils eine wichtige Rolle im College Football Playoff National Championship Game. Als die Crimson Tide 2015 mit 45:40 gegen die Clemson Tigers gewannen, fing Howard fünf Pässe für 208 Yards und zwei Touchdowns, er wurde als Offensive MVP des Spiels ausgezeichnet. In der Neuauflage der Finalpartie von 2015 im Jahr darauf war er bei der 31:35-Niederlage mit vier gefangenen Pässen für 106 Yards und einen Touchdown der führende Passempfänger von Alabama. Abgesehen von den beiden Meisterschaftsspielen gegen Clemson kam Howard in seiner College-Karriere in keinem Spiel auf über 100 Yards Raumgewinn. Insgesamt erzielte er für Alabama 1726 Yards Raumgewinn und sieben Touchdowns.

## NFL

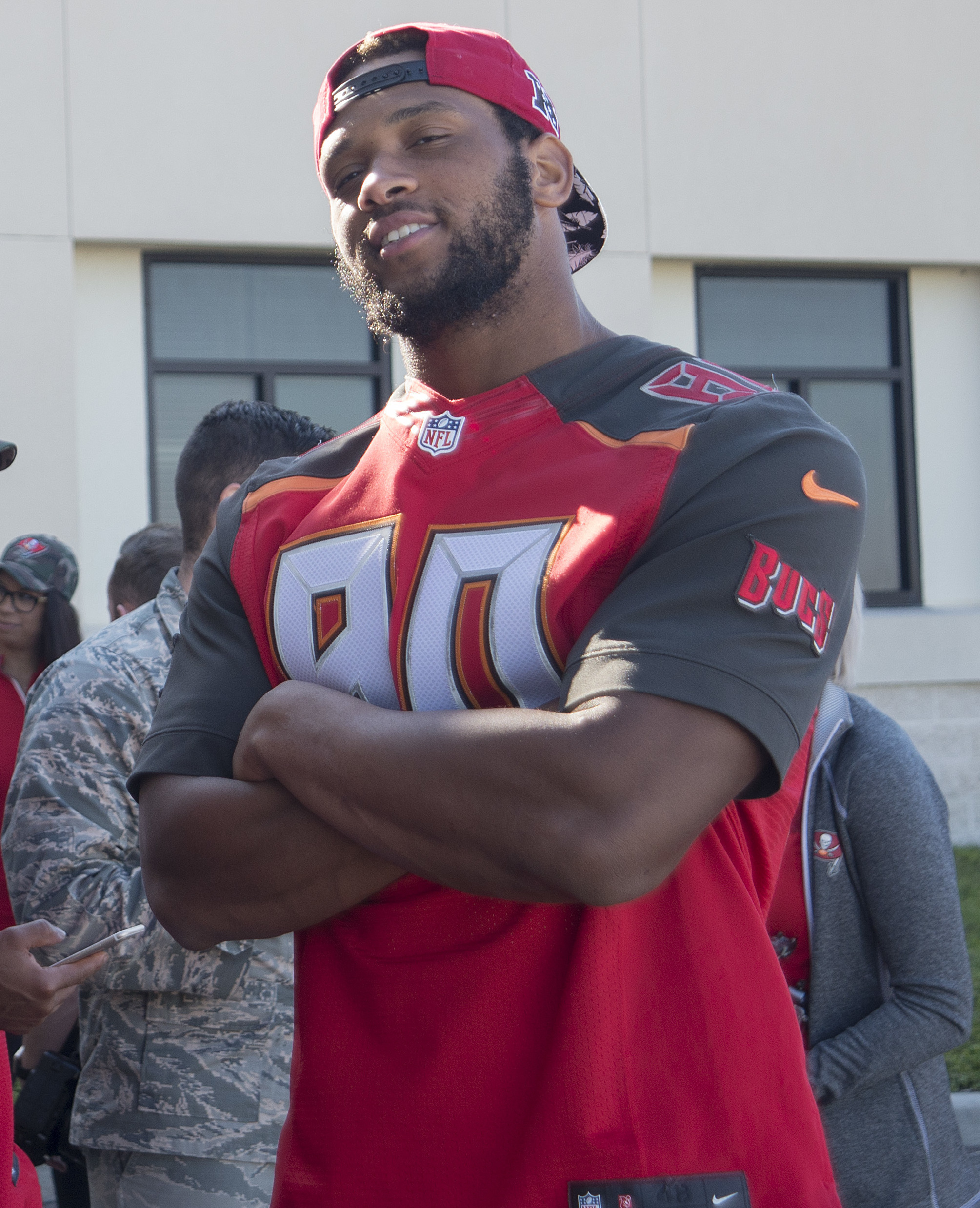
Howard bei den Buccaneers (2018)

Howard wurde im NFL Draft 2017 in der ersten Runde an 19. Stelle von den Tampa Bay Buccaneers ausgewählt. Als Rookie war er von Beginn an Stammspieler und fing in 14 Spielen 26 Pässe für 432 Yards Raumgewinn und sechs Touchdowns. Am 15. Spieltag verletzte Howard sich am Knöchel und kam daher in den letzten beiden Spielen der Saison nicht zum Einsatz. Auch seine zweite NFL-Saison musste Howard verletzungsbedingt vorzeitig beenden, da er sich in Woche 11 am Fuß verletzte. Bis dahin hatte er in 10 Spielen 34 Pässe für 565 Yards und fünf Touchdowns gefangen. Damit war Howard zu diesem Zeitpunkt der Tight End mit den drittmeisten Receiving-Yards in der NFL. In der Saison 2019 wurde Howard bei fast 70 % aller offensiven Snaps und damit signifikant mehr als in den beiden Vorsaisons eingesetzt, dabei kam er in 14 Spielen auf 459 Yards und einen Touchdown, womit er die in ihn gesetzten Erwartungen nicht erfüllen konnte.
Da die Buccaneers vor der Saison 2020 Rob Gronkowski verpflichtet hatten, verlor Howard seine Position als Starter. Dennoch nahmen die Buccaneers die Fifth-Year-Option von Howards Rookievertrag wahr. Er kam er in vier Spielen auf 146 Yards und zwei Touchdowns, da die Buccaneers häufig zwei Tight Ends einsetzten. Am vierten Spieltag zog Howard sich einen Achillessehnenriss zu und fiel damit für den Rest der Saison aus. Im weiteren Saisonverlauf zog das seit dieser Saison von Tom Brady angeführte Team in den Super Bowl LV ein und konnte diesen gegen die Kansas City Chiefs gewinnen. In der Saison 2021 blieb Howard weitgehend unauffällig und wurde vorwiegend als Blocker eingesetzt. Er fing 14 Pässe für 135 Yards und einen Touchdown.
Im März 2022 nahmen die Buffalo Bills Howard für ein Jahr unter Vertrag. Da er in der Saisonvorbereitung nicht überzeugen konnte, wurde er im Rahmen der Kaderverkleinerung auf 53 Spieler entlassen, obwohl der Großteil seines Vertrages im Wert von 3,5 Millionen US-Dollar garantiert war. Am 2. September nahmen die Houston Texans Howard unter Vertrag. Bei seinem Debüt für die Texans fing er zwei Pässe für 38 Yards und zwei Touchdowns gegen die Indianapolis Colts, insgesamt fing er aber in der Saison lediglich zehn Pässe für 145 Yards.
Am 20. März 2023 unterschrieb Howard einen Vertrag bei den Las Vegas Raiders. Am 1. August 2023 wurde er vor Saisonbeginn wieder entlassen.

### NFL-Statistiken
| Saison                             | Team                 | Spiele | Spiele | Receiving | Receiving | Receiving | Receiving | Receiving | Fumbles | Fumbles |
| Saison                             | Team                 | GP     | GS     | Rec       | Yds       | Avg       | Lng       | TD        | Fum     | Lost    |
| ---------------------------------- | -------------------- | ------ | ------ | --------- | --------- | --------- | --------- | --------- | ------- | ------- |
| 2017                               | Tampa Bay Buccaneers | 14     | 14     | 26        | 432       | 16,6      | 58        | 6         | 3       | 2       |
| 2018                               | Tampa Bay Buccaneers | 10     | 8      | 34        | 565       | 16,6      | 75        | 5         | 0       | 0       |
| 2019                               | Tampa Bay Buccaneers | 14     | 14     | 34        | 459       | 13,5      | 33        | 1         | 1       | 1       |
| 2020                               | Tampa Bay Buccaneers | 4      | 1      | 11        | 146       | 13,3      | 33        | 2         | 0       | 0       |
| 2021                               | Tampa Bay Buccaneers | 17     | 9      | 14        | 135       | 9,6       | 21        | 1         | 0       | 0       |
| 2022                               | Houston Texans       | 13     | 10     | 10        | 145       | 14,5      | 26        | 2         | 0       | 0       |
| Total                              | Total                | 72     | 56     | 129       | 1.882     | 14,6      | 75        | 17        | 4       | 3       |
| Quelle: pro-football-reference.com |                      |        |        |           |           |           |           |           |         |         |